# Оженковка
Оженковка (укр. Оженківка) — село, Межиричский сельский совет,
Павлоградский район, Днепропетровская область, Украина.
Код КОАТУУ — 1223584505. Население по переписи 2001 года составляло 159 человек.

## Географическое положение
Село Оженковка находится в балке Водяная по которой протекает пересыхающий ручей с запрудами. На расстоянии в 2,5 км расположено село Домаха.

## Экономика
- Молочно-товарная, птице-товарная, свино-товарная и овце-товарная ферма, машинно-тракторные мастерские.